# José Mendes (Florianópolis)
José Mendes é um bairro brasileiro localizado no município de Florianópolis, Santa Catarina. O bairro situa-se na parte sul do maciço do Morro da Cruz. É limitado ao leste com o bairro Saco dos Limões, ao norte com o Morro do Mocotó e ao oeste com o bairro Centro, sendo banhado ao sul pela Baía Sul.
Seu nome deve-se ao português José Mendes dos Reis que ao casar-se com Maria Rita de Jesus, em 1739, ganhou como dote suas terras, inclusive a Ilha das Vinhas, uma pequena ilha com aproximadamente 10 mil m².